# Họ Ưng
Họ Ưng (danh pháp khoa học: Accipitridae) là họ lớn nhất trong phạm vi bộ Ưng (Accipitriformes), bao gồm khoảng 253 loài chim săn mồi ban ngày, có kích thước từ nhỏ tới lớn với mỏ cong và khỏe, với hình thái thay đổi tùy theo kiểu thức ăn. Chúng ăn nhiều loại thức ăn động vật, từ côn trùng tới các loài thú có kích thước trung bình, nhiều loài ăn xác chết và chỉ một ít loài ăn hoa quả. Họ Accipitridae có sự phân bố rộng khắp thế giới, được tìm thấy ở gần như mọi châu lục (trừ châu Nam Cực) và nhiều quần đảo trên đại dương. Một số loài là chim di cư.
Nhiều loài chim ăn thịt được nhiều người biết đến như diều hâu, đại bàng, diều mướp, ó, ưng và kền kền Cựu thế giới đều thuộc về họ này. Ó cá thường được đặt trong họ riêng (Pandionidae), cũng như diều ăn rắn (Sagittariidae), còn các loài kền kền Tân thế giới nói chung được xếp trong họ riêng hay thậm chí trong bộ riêng.

## Hình thái học

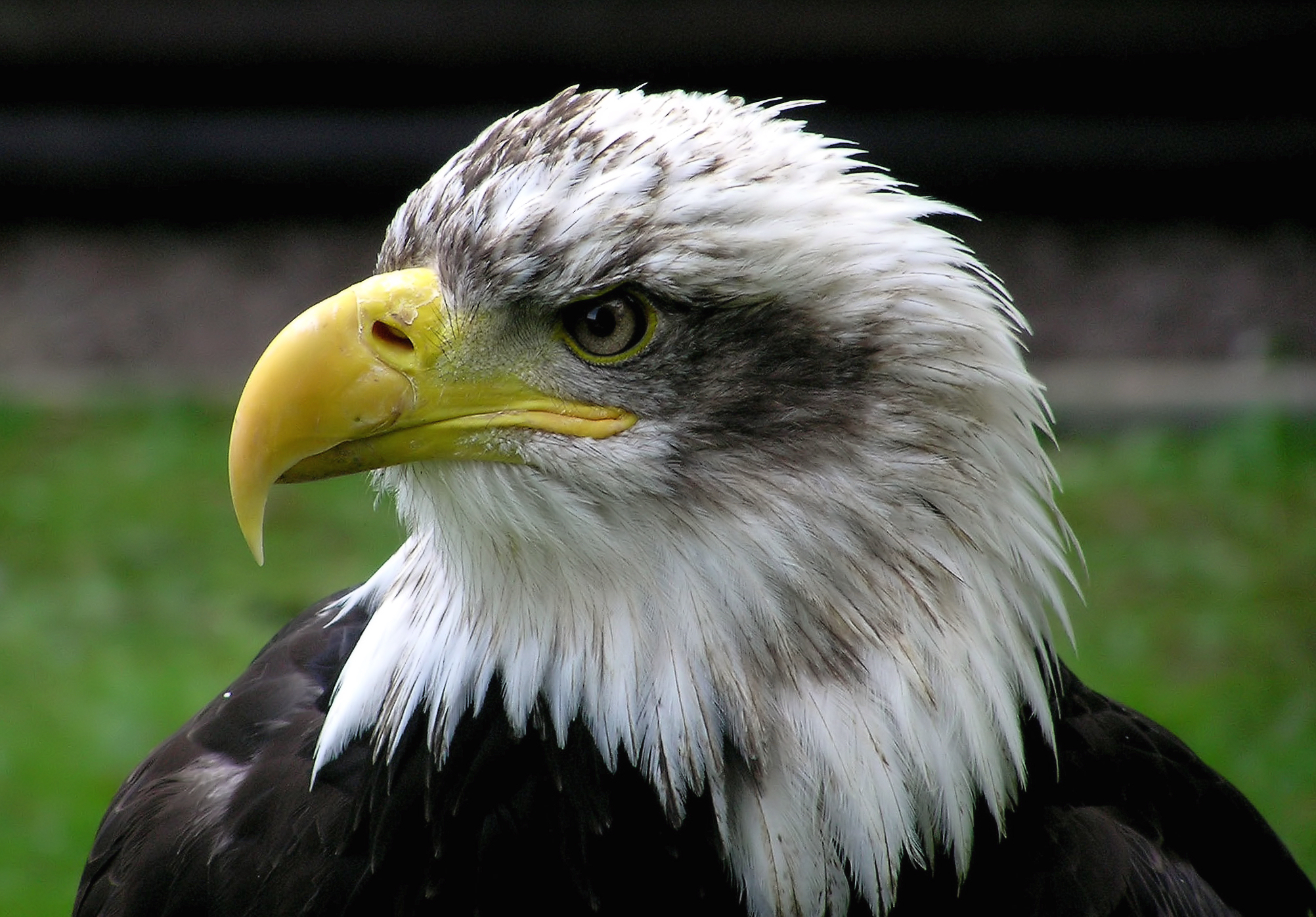
Hình minh họa đại bàng đầu trắng chỉ ra chiếc mỏ cong và lớp da gốc mỏ che phủ phần cuống mỏ.

Accipitridae là họ đa dạng với sự thay đổi lớn về hình dáng và kích thước. Chúng có kích thước từ nhỏ như ở diều trân châu (Gampsonyx swainsonii) và ưng nhỏ (Accipiter minullus), cả hai chỉ dài khoảng 23 cm (9 inch) và cân nặng khoảng 85 g (3 oz), cho tới to lớn như đại bàng đầu trọc (Aegypius monachus) dài tới 120 cm (47 inch) và cân nặng tới 14 kg (31 lb). Cho tới thế kỷ 14 thì thậm chí đại bàng đầu trọc còn là nhỏ khi so với đại bàng Haast (Harpagornis moorei) ở New Zealand (nay đã tuyệt chủng), loài dài tới 140 cm (55 inch) và cân nặng tới 15 kg (33 lb). Khi xét theo tiêu chí trọng lượng cơ thể, Accipitridae là họ chim đa dạng nhất. Phần lớn các loài trong họ thể hiện dị hình giới tính về kích thước, mặc dù là bất thường đối với chim nói chung ở chỗ chim mái to lớn hơn chim trống. Khác biệt về kích thước theo giới tính này thể hiện rõ nét nhất ở các loài tích cực săn bắt chim, chẳng hạn như ở các loài ưng thuộc chi Accipiter, trong đó khác biệt về kích thước trung bình khoảng 25-50%. Ở phần lớn các loài, chẳng hạn như ở các loài săn bắt tạp và các loài chuyên săn bắt động vật gặm nhấm, bò sát, cá và côn trùng thì dị hình giới tính thấp hơn, khác biệt kích thước thường trong khoảng 5-25%. Ở các loài kền kền Cựu thế giới ăn xác chết và các loài diều ăn ốc sên, khác biệt này gần như không tồn tại.
Mỏ của các loài chim dạng ưng cong và khỏe (đôi khi rất cong, như ở mỏ của diều mỏ cong (Chondrohierax uncinatus) hay diều ăn sên (Rostrhamus sociabilis)). Ở một số loài có một khía hình chữ V hay "răng" ở hàm trên. Tất cả các loài chim dạng ưng đều có một màng mềm dày thịt che phủ phần gốc hàm trên, gọi là da gốc mỏ, thường là màu vàng. Khối xương cổ chân của các loài khác nhau thì khác biệt, phụ thuộc vào kiểu thức ăn, những loài nào săn bắt chim như các loài bồ cắt thì khối xương này dài và mỏng, trong khi các loài săn bắt các con thú lớn hơn lại có khối xương cổ chân dày hơn và khỏe hơn, còn các loài diều ăn rắn (Circaetinae) lại có các vảy dày để bảo vệ chúng trước các cú mổ của các loài rắn là thức ăn của chúng.
Bộ lông của các loài trong họ Accipitridae có thể là nổi bật nhưng hiếm khi có các màu tươi; phần lớn các loài có sự kết hợp của các màu xám, vàng da bò và nâu. Về tổng thể chúng có xu hướng với màu nhạt hơn ở phần bụng, có lẽ điều này giúp chúng trở thành ít dễ thấy hơn khi từ phía dưới nhìn lên. Ít khi có dị hình giới tính ở bộ lông, và khi điều đó xảy ra thì chim trống có màu sáng hơn hoặc chim mái trông giống như chim nhỡ. Ở nhiều loài thì chim nhỡ có bộ lông rất khác biệt. Một số loài chim dạng ưng giả mạo kiểu màu bộ lông của các loài diều hay đại bàng khác. Chúng có thể là cố gắng để trông giống như những loài ít nguy hiểm hơn, nhằm đánh lừa con mồi, hoặc ngược lại để trông giống như những loài nguy hiểm hơn nhằm làm giảm nguy cơ bị tấn công đám đông từ phía cả bầy các con mồi. Một số loài chim dạng ưng có chòm lông mào để sử dụng trong việc truyền phát tín hiệu, và thậm chí một số loài không có chòm lông mào cũng có thể dựng đứng các lông trên chỏm đầu khi báo nguy hay kích động. Ngược lại, phần lớn các loài kền kền Cựu thế giới lại có đầu trọc không lông; và người ta cho rằng điều này giúp chúng ngăn ngừa bị vấy bẩn bộ lông và giúp điều chỉnh thân nhiệt.
Các giác quan của các loài trong họ Accipitridae đã thích nghi với việc săn mồi (hay ăn xác thối), và cụ thể thì thị lực của chúng là tuyệt hảo. Thị lực của một số loài diều và đại bàng có thể cao hơn của người tới 4-8 lần. Các mắt lớn với 2 hố thị giác (fovea centralis) cho phép chúng có thị lực hai mắt và một cặp "mắt diều hâu" để phán đoán sự di chuyển và khoảng cách. Ngoài ra chúng còn có các tấm lược (pecten oculi) lớn nhất trong số các loài chim. Nghiên cứu cho thấy thể tích và diện tích bề mặt của tấm lược ở các loài chim săn mồi ban ngày như diều (Milvus spp.) lớn hơn ở các loài ăn thức ăn thực vật (Gallus spp.) hay chim săn mồi ban đêm (Bubo spp.), chứng tỏ hình thái chức năng của tấm lược có liên quan tới kiểu sống của chim và với nhu cầu chức năng, và thêm phần hỗ trợ tiếp theo cho vai trò dinh dưỡng của tấm lược. Mắt của chúng hình ống và không thể di chuyển nhiều trong hốc mắt. Ngoài thị lực tuyệt hảo thì nhiều loài còn có thính giác tuyệt vời, nhưng không giống như ở các loài cú thì thị giác vẫn là thụ quan chủ yếu phục vụ cho việc săn mồi. Thính giác có thể được sử dụng để định vị con mồi đang ẩn nấp trong thảm cây cỏ, nhưng thị giác vẫn được sử dụng để bắt con mồi. Giống như phần lớn các loài chim, các loài họ Accipitridae nói chung có khứu giác kém; ngay cả các loài kền kền Cựu thế giới cũng không sử dụng giác quan này, điều này ngược lại hoàn toàn với các loài kền kền Tân thế giới trong họ Cathartidae.

## Thức ăn và kiếm ăn

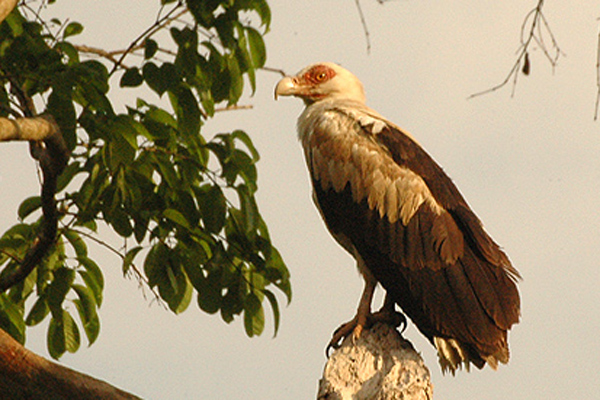
Kền kền cọ dầu (Gypohierax angolensis) là loài chim ăn quả, bất thường đối với các loài chim dạng ưng, nhưng cũng ăn cả cá, cụ thể là cá chết.

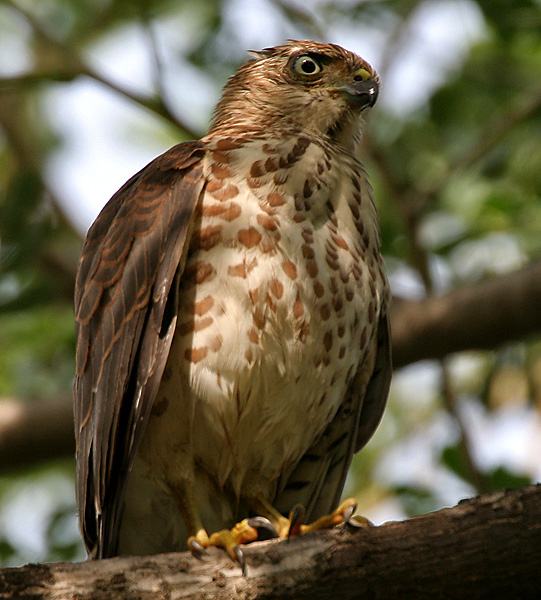
Ưng xám (Accipiter badius) ở Hyderabad, Ấn Độ.

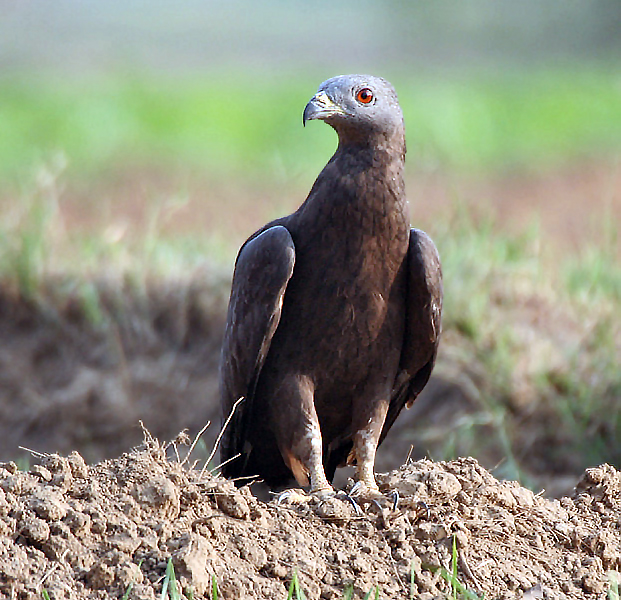
Diều ăn ong (Pernis ptilorhyncus).

Họ Accipitridae chủ yếu là các loài chim ăn thịt và phần lớn các loài tích cực săn mồi. Đa phần các loài chim dạng ưng là động vật săn mồi cơ hội, nghĩa là sẽ ăn bất kỳ con mồi nào mà chúng có thể giết được. Tuy nhiên, phần lớn các loài đều có kiểu con mồi ưa thích nhất định, trong đó các loài diều thuộc 2 phân họ Circinae và Buteoninae có xu hướng ăn thịt các loài thú nhỏ như động vật gặm nhấm, còn các loài ưng trong chi Accipiter lại có xu hướng bắt và ăn thịt các loài chim khác. Phần lớn các loài chim dạng ưng cũng bổ sung thêm vào khẩu phần ăn của chúng các loại xác chết chưa thối rữa, nhưng tất nhiên là không loài nào chuyên ăn như thế hơn được các loài kền kền Cựu thế giới. Một vài loài có thể ăn hoa quả theo kiểu cơ hội, và ở một loài (kền kền cọ dầu) thì quả là thành phần chính trong khẩu phần ăn của nó, nhưng phần lớn các loài chim dạng ưng nói chung không ăn thức ăn thực vật. Có khoảng 12 loài chỉ ăn côn trùng, và 44 loài khác ăn nhiều côn trùng, còn nhiều loài khác chỉ ăn theo kiểu cơ hội. Khẩu phần ăn của các loài diều ăn ong bao gồm không những chỉ các loài côn trùng sống kiểu bầy đàn như các con ong hay ong bắp cày non, mà còn ăn cả mật và các đõ ong. Diều ốc sên và diều mỏ cong (Chondrohierax uncinatus) là các chuyên gia chuyên ăn ốc sên. "Đại bàng" là một vài loài chim ăn thịt lớn, không nhất thiết phải có quan hệ họ hàng gần, nhưng có xu hướng chỉ bắt các con mồi lớn, bao gồm cả các loài thú có kích thước trung bình và các loài chim lớn. Các loài đại bàng biển trong chi Haliaeetus và đặc biệt là diều cá (chi Ichthyophaga) cùng ó cá (Pandion haliaetus) chủ yếu ăn cá, nhưng thỉnh thoảng cũng ăn cả các loài động vật thủy sinh khác. Các loài diều trong chi Aviceda và các loài ưng trong chi Accipiter có thể săn bắt các loài bò sát trong khi chúng đang bò trên cây còn các loài chim dạng ưng khác thì săn chúng khi đang bò trên mặt đất. Rắn là mục tiêu săn tìm của các loài diều ăn rắn (Circaetus, Spilornis và Dryotriorchis).

## Phân loại và phát sinh chủng loài
Các dữ liệu tổ hình nhiễm sắc thể chỉ ra rằng các loài chim dạng ưng đã phân tích cho tới nay quả thực là một nhóm đơn ngành khác biệt, nhưng việc nhóm này nên coi là một họ trong bộ Cắt (Falconiformes) hay bộ nào khác hoặc bộ của chính nó vẫn là vấn đề của sự ưa thích của mỗi tác giả.
Trước khi có các kết quả phân tích DNA bao hàm toàn diện thì một số tác giả đã từng xếp họ này vào bộ Ưng (Accipitriformes).
Nghiên cứu DNA gần đây chỉ ra rằng các loài cắt không có quan hệ họ hàng gần với các loài chim săn mồi còn lại, thay vì thế chúng có quan hệ họ hàng gần với các loài vẹt (Psittaciformes) và sẻ (Passeriformes), trong khi các họ Pandionidae và Sagittariidae là có quan hệ họ hàng gần nhất với họ Accipitridae, và chúng tạo thành một nhánh đơn ngành. Kể từ đó sự tách ra (nhưng không phải là vị trí của cắt cận kề với vẹt và sẻ) đã được các tổ chức có uy tín về điểu học như Ủy ban Phân loại Nam Mỹ (SACC), Ủy ban Phân loại Bắc Mỹ (NACC) trực thuộc Hiệp hội các nhà điểu học châu Mỹ (AOU) và Đại hội Điểu học Quốc tế (IOC) công nhận.
Họ Accipitridae đã từng được các tác giả phân chia ra thành 5–14 phân họ. Phần lớn chia sẻ các đặc trưng hình thái rất giống nhau, nhưng nhiều phân họ chứa các đơn vị phân loại lại rất khác thường. Chúng được đặt vào các vị trí tương ứng của mình phần lớn là do thiếu chứng cứ tốt hơn chứ chẳng phải là vì một điều gì khác. Vì thế điều không ngạc nhiên là các biểu đồ phát sinh chủng loài cho họ Accipitridae đã từng luôn là vấn đề gây tranh cãi.
Như đề cập trên đây, Accipitridae có thể được công nhận nhờ sự sắp xếp kỳ lạ của nhiễm sắc thể của chúng. Bên cạnh đó, hình thái học và các dữ liệu trình tự mtDNA cytochrome b lại vẽ ra một bức tranh lộn xộn về các mối quan hệ liên loài của các loài chim trong phạm vi họ này. Wink và ctv (1996) từng viết rằng điều có thể nói là rằng ó buteo, diều, ưng, đại bàng và kền kền Cựu thế giới như được gán cho tới thời điểm đó trong mọi khả năng có thể đều không tạo thành các nhóm đơn ngành:
Theo các dữ liệu phân tử thì Buteoninae rất có thể là đa hay cận ngành, với các loài đại bàng thật sự, đại bàng biển (Haliaeetinae), và ó buteo dường như đại diện cho các dòng dõi khác biệt. Chúng dường như tạo thành một nhóm với Milvinae, Accipitrinae và Circinae nhưng các mối quan hệ chính xác giữa các dòng dõi này lại không thể phân giải đủ rõ ràng một chút nào với các dữ liệu hiện tại. Perninae và có thể cả Elaninae là các dòng dõi cổ hơn, cũng giống như kền kền Cựu thế giới. Nhóm cuối cùng này cũng có thể là đa hay cận ngành, với một vài sự xếp sai chỗ như kền kền râu và kền kền Ai Cập đứng cách biệt với các loài kền kền cổ trụi "thật sự".
Trật tự phân loại (9 phân họ) và phát sinh chủng loài trình bày trong bài này cố gắng tổng hợp lại các bài báo gần đây của Amaral và ctv. (2006), (2009), Griffiths và ctv. (2007), Haring và ctv. (2007), Helbig và ctv. (2005), Lerner và Mindell (2005), Lerner và ctv. (2008), và Riesling và ctv. (2003). Một số chi được phục hồi trên cơ sở của các bài báo này. Tất nhiên, vẫn còn một số vấn đề với một vài chi cũng như đối với giới hạn loài.

### Phân loại
- Phân họ Elaninae - Diều: 3 chi, 6 loài.
  - Gampsonyx
  - Chelictinia (vị trí không chắc chắn)
  - Elanus - 4 loài diều trắng.
- Phân họ Gypaetinae[32] - Diều ăn ong, diều hoa, kền kền không điển hình: 4 chi, 5 loài
  - Polyboroides: Trước đây coi là phân họ Polyboroidinae [32] - 2 loài.
  - Gypohierax - Kền kền cọ dầu
  - Neophron - Kền kền Ai Cập
  - Gypaetus - Kền kền râu
- Phân họ Perninae: Đôi khi gộp trong phân họ Gypaetinae. 9 chi, 18 loài.
  - Eutriorchis[32]
  - Chondrohierax.
  - Leptodon: 2 loài.
  - Elanoides: Chuyển từ phân họ Elaninae sang.
  - Pernis. 4 loài diều ăn ong.
  - Hamirostra. Trước đây coi là thuộc phân họ Milvinae.
  - Lophoictinia. Trước đây coi là thuộc phân họ Milvinae.
  - Henicopernis: 2 loài.
  - Aviceda: 5 loài diều hoa, diều mào.
- Phân họ Gypinae/Aegypiinae - Kền kền Cựu thế giới, ó: 6 chi, 13 loài.
  - Sarcogyps - Ó tai
  - Trigonoceps
  - Aegypius - Đại bàng đầu trọc
  - Torgos
  - Necrosyrtes
  - Gyps: 8 loài kền kền điển hình
- Phân họ Circaetinae - Diều ăn rắn: 4 chi, 15 loài.
  - Spilornis - 6 loài diều hoa.
  - Pithecophaga[32]
  - Terathopius
  - Circaetus (gồm cả Dryotriorchis) - 7 loài diều ngón ngắn.
- Phân họ Lophospizinae
  - Lophospiza: 2 loài.
- Phân họ Harpiinae: 4 chi, 4 loài.
  - Macheiramphus. Chuyển từ phân họ cũ là Perninae sang, trong phân loại của Lerner và Mindell (2005) thì nó được đặt trong phân họ đó với sự nghi vấn[32].
  - Harpyopsis
  - Harpia
  - Morphnus
- Phân họ Aquilinae[32] - 36-38 loài đại bàng, diều.
  - Stephanoaetus
  - Nisaetus (tách ra từ Spizaetus) - 9 loài diều châu Á, diều đầu nâu, diều núi.
  - Spizaetus - 4 loài diều Tân thế giới.
  - Lophotriorchis. Tách ra từ Hieraaetus - Đại bàng bụng hung.
  - Polemaetus - 2 loài.
  - Lophaetus. Đôi khi coi là đồng nghĩa muộn của Ictinaetus. Loài duy nhất của chi Lophaetus là đại bàng mào dài (Lophaetus occipitalis), đồng nghĩa Ictinaetus occipitalis - Đại bàng mào dài.
  - Ictinaetus.
  - Clanga. Phục hồi sau khi sáp nhập vào Aquila.[35] - 3 loài.
  - Hieraaetus - 5 loài đại bàng.
  - Aquila - 11 loài đại bàng.
- Phân họ Accipitrinae - Ưng, bồ cắt và các họ hàng
  - Kaupifalco. Chuyển từ phân họ Buteoninae sang.
  - Micronisus. Trước đây xếp trong phân họ Melieraxinae.
  - Urotriorchis
  - Hieraspiza: 2 loài.
  - Melierax. Trước đây xếp trong phân họ Melieraxinae. 3 loài.
  - Erythrotriorchis: 2 loài.
  - Aerospiza: 3 loài.
  - Tachyspiza: 27 loài.
  - Accipiter: 9 loài ưng, bồ cắt (các loài ưng nhỏ).
  - Megatriorchis
  - Astur: 7 loài.
  - Circus. Trước đây xếp trong phân họ Circinae - 16 loài diều, diều đầu trắng, diều bụng trắng, diều mướp.
- Phân họ Buteoninae - Ó buteo, đại bàng biển, diều
  - Harpagus. Trước đây xếp trong phân họ Milvinae. Griffiths và ctv. (2007) là những người duy nhất cho tới nay đưa 2 loài của chi này vào phân tích[29]. Họ thấy Harpagus là cơ sở với Accipitrinae + Buteoninae. Tuy nhiên, họ cũng có các chi còn cơ sở hơn như Kaupifalco và Melierax, nhưng Lerner và ctv. (2008) lại đặt chúng trong Accipitrinae)[33]. Từng được coi là một phân họ riêng gọi là Harpaginae. 2 loài.
  - Haliastur. Trước đây xếp trong phân họ Milvinae - 2 loài diều lửa.
  - Milvus. Trước đây xếp trong phân họ Milvinae - 3 loài diều hâu.
  - Haliaeetus. Trước đây coi là thuộc phân họ Haliaeetinae - 4 loài đại bàng biển.
  - Ichthyophaga. Trước đây coi là thuộc phân họ Haliaeetinae - 6 loài diều cá.
  - Butastur - 4 loài diều xám, diều Ấn Độ.
  - Ictinia. Trước đây xếp trong phân họ Milvinae. 2 loài.
  - Busarellus
  - Geranospiza
  - Rostrhamus. Trước đây xếp trong phân họ Milvinae.
  - Helicolestes (trước đây gộp trong chi Rostrhamus). Trước đây xếp trong phân họ Milvinae.
  - Cryptoleucopteryx, tách ra từ Leucopternis. Một loài (Leucopternis plumbeus, nay là Cryptoleucopteryx plumbea).
  - Buteogallus: 8 loài. Bao gồm cả Amadonastur, Urubitinga và Harpyhaliaetus.
  - Heteropsizias, có thể tách ra từ Buteogallus. 1 loài (Buteogallus meridionalis hay Heterospizias meridionalis).
  - Morphnarchus, tách ra từ Leucopternis.
  - Rupornis, tách ra từ Buteo.
  - Parabuteo: 2 loài.
  - Geranoaetus: 3 loài.
  - Pseudastur, tách ra từ Leucopternis. 3 loài.
  - Leucopternis: 3 loài.
  - Buteo - 29 loài ó buteo, diều Nhật Bản. Bao gồm cả Asturina.

#### Hóa thạch
Giống như phần lớn các loài chim săn mồi khác, hồ sơ hóa thạch của nhóm này là khá hoàn chỉnh kể từ cuối thế Eocen trở đi (khoảng 35 triệu năm trước (Ma)), với các chi hiện đại được lập hồ sơ khá tốt kể từ đầu thế Oligocen hay khoảng 30 Ma.
- Milvoides (Eocen muộn ở Anh).
- Aquilavus (Eocen muộn/Oligocen sớm - Miocen sớm ở Pháp).
- Palaeocircus (Eocen muộn/Oligocen sớm ở Pháp).
- Palaeastur (tầng hóa thạch Agate, Miocen sớm, ở quận Sioux, Hoa Kỳ).
- Pengana (Miocen sớm ở Riversleigh, Australia).
- Promilio (tầng hóa thạch Agate, Miocen sớm ở quận Sioux, Hoa Kỳ).
- Proictinia (Miocen sớm-muộn/Pliocen sớm, ở trung và đông nam Hoa Kỳ).
- Neophrontops (Miocen sớm/giữa - Pleistocen muộn) - trước đây gộp trong chi Neophron.
- Mioaegypius (tằng hệ Hạ Thảo Loan, Miocen giữa, ở Tứ Hồng, Giang Tô, Trung Quốc)
- Apatosagittarius (Miocen muộn ở Nebraska, Hoa Kỳ).
- Gansugyps (Tằng hệ Liễu Thụ, Miocen muộn ở Lâm Hạ, Cam Túc, Trung Quốc).
- Palaeoborus (Miocen).
- Qiluornis (Miocen ở tằng hệ Sơn Vượng, Sơn Đông, Trung Quốc).
- Thegornis (Miocen ở Argentina).
- Garganoaetus (Pliocen sớm ở bán đảo Gargano, Italia).
- Amplibuteo (Pliocen muộn ở Peru - Pleistocen muộn ở Bắc Mỹ và Cuba) - có thể thuộc về chi còn sinh tồn Harpyhaliaetus.
- Neogyps
- Palaeohierax - bao gồm "Aquila" gervaisii
- Wetmoregyps - trước đây là Morphnus daggetti

Trên thực tế, các loài chim dạng ưng được biết đến từ thời kỳ thuộc Eocen sớm, hay khoảng 50 Ma trở đi, nhưng các di tích sớm này là quá phân mảng hay quá cơ sở để có thể gán chính xác một vị trí trong phát sinh chủng loài. Tương tự, như nói trên đây, các phương pháp phân tử có giá trị hạn chế trong việc xác định các mối quan hệ tiến hóa của các loài chim dạng ưng. Điều có thể xác định với mọi xác suất là nhóm chim này phát sinh từ cả hai bên bờ Đại Tây Dương, khi đó chỉ rộng khoảng 60-80% so với kích thước hiện tại của nó. Ở phía khác, như chứng cứ có từ các hóa thạch như Pengana, khoảng 25 Ma thì các loài chim dạng ưng đã nhanh chóng có được sự phân bố toàn cầu - ban đầu có lẽ còn mở rộng tới cả châu Nam Cực.
- Accipitridae gen. et sp. indet. (Eocen sớm ở quận Huerfano, Hoa Kỳ): Mẫu vật AMNH FR 7434: Khối xương cổ tay-bàn tay trái của con chim kích thước cỡ như diều ốc sên[36].
- Accipitridae gen. et sp. indet. (Borgloon, Oligocen sớm ở Hoogbutsel, Bỉ: Khối xương cẳng chân của con chim kích cỡ như ưng mày trắng[37].
- Accipitridae gen. et sp. indet. (Bathans, Miocen sớm/giữa, ở Otago, New Zealand): Mẫu vật MNZ S42490, S42811: Khối xương chày xa trái và xương trụ cẳng tay phải xa của con chim kích thước cỡ như một con bồ cắt[38].
- Accipitridae gen. et sp. indet.: MPEF-PV-2523 (Puerto Madryn, Miocen muộn, ở Estancia La Pastosa, Argentina)
- "Aquila" danana (lạch Snake, Miocen muộn/Pliocen sớm ở Loup Fork, Hoa Kỳ) - trước đây xếp trong chi Geranoaetus hay Buteo.
- Accipitridae gen. et sp. indet. (Pliocen sớm/giữa, ở quận Kern, Hoa Kỳ) - Parabuteo?: Xương chày xa khá giống như của diều Harris (Parabuteo unicinctus)[39].
- Accipitridae gen. et sp. indet. (Pliocen muộn/Pleistocen sớm, ở Ibiza, Địa Trung Hải) - Buteo?[40]
- Accipitridae gen. et sp. indet. (Ai Cập)

Mẫu vật AMNH FR 2941, xương quạ trái từ Eocen muộn (tằng hệ Irdin Manha ở Chimney Butte (Nội Mông Cổ) ban đầu được đánh giá như là một con chim dạng "ó buteo" cơ sở có kích thước trung bình; nhưng hiện nay được coi là thuộc về chi Eogrus trong bộ Gruiformes. Chi Cruschedula đầu thế Oligocen trước đây được coi là thuộc họ Spheniscidae, tuy nhiên việc xem xét lại mẫu gốc vào năm 1943 cho thấy nó thuộc về họ Accipitridae. Kiểm tra tiếp theo năm 1985 lại đặt nó vào vị trí incertae sedis trong lớp Aves

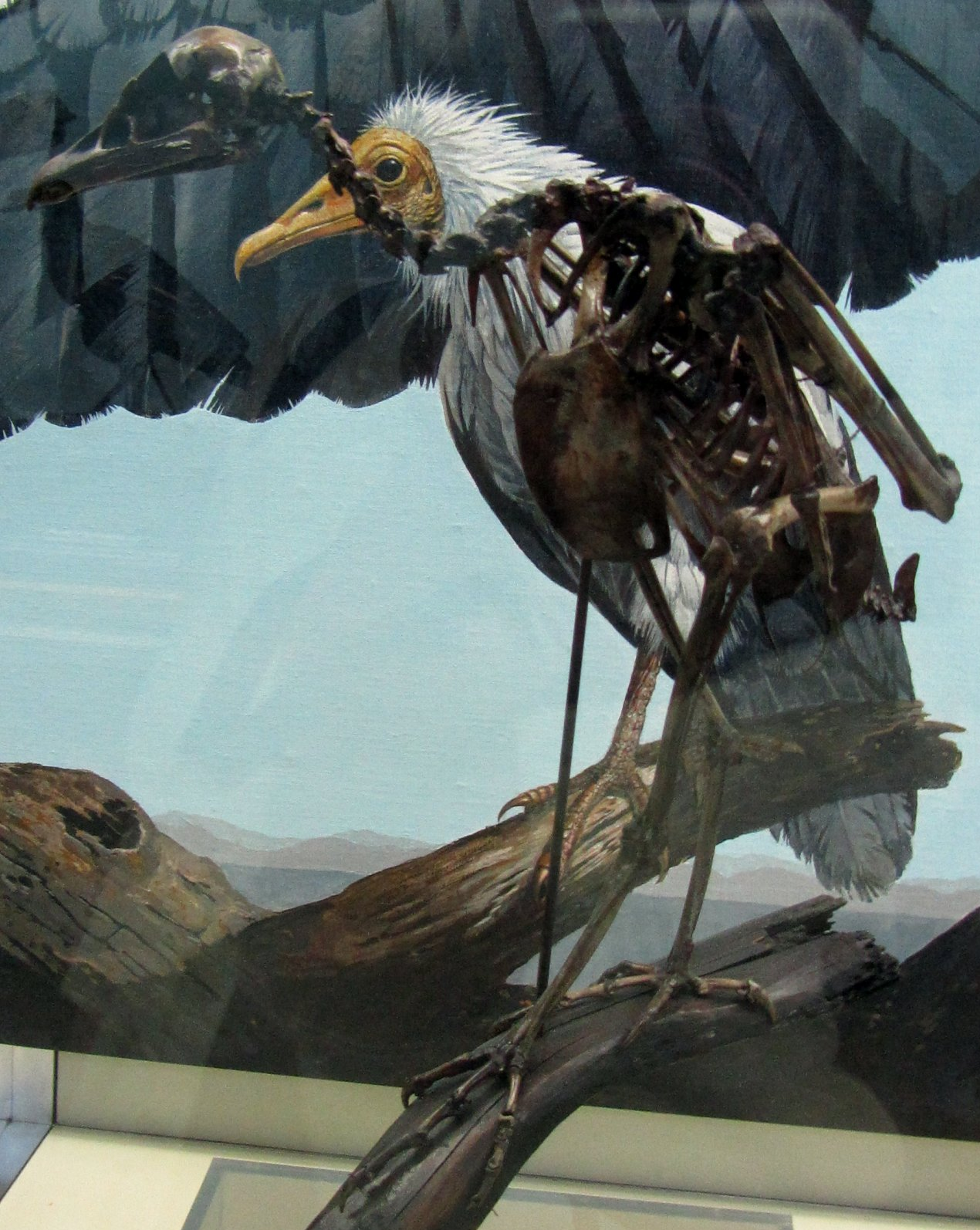
Hóa thạch của Neophrontops americanus.
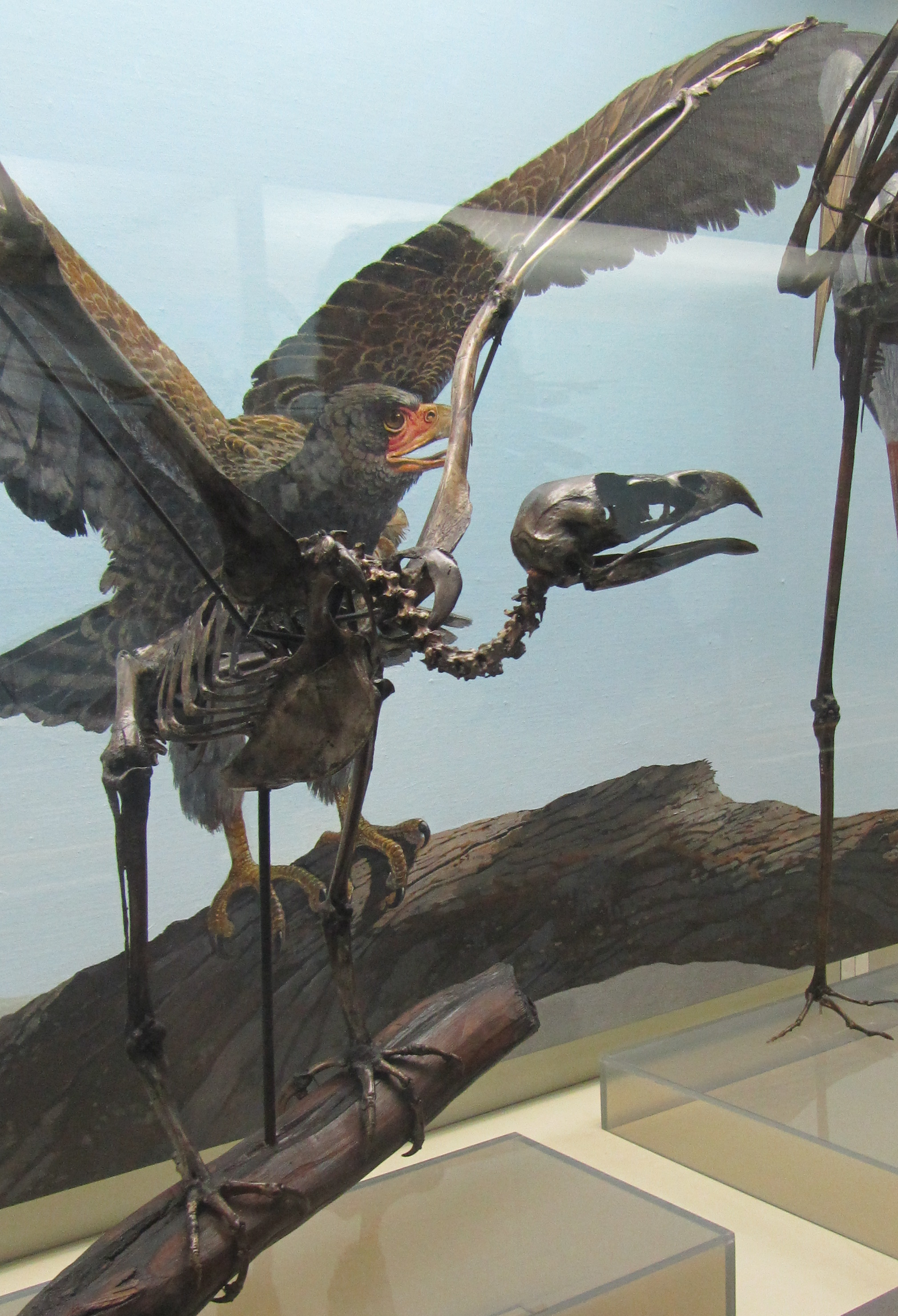
Hóa thạch Neogyps errans.

### Phát sinh chủng loài
Cây phát sinh chủng loài dưới đây vẽ theo sự tổng hợp các bài báo đã nêu ở đầu mục này.

|  | Gypaetinae |
|  |            |
|  | Perninae   |
|  |            |

|  | Gypinae     |
|  |             |
|  | Circaetinae |
|  |             |

|  | Lophospizinae |
|  |               |
|  | Harpiinae     |
|  |               |
|  | Aquilinae     |
|  |               |

|  | Accipitrinae |
|  |              |
|  | Buteoninae   |
|  |              |

|  | Lophospizinae |
|  |               |
|  | Harpiinae     |
|  |               |
|  | Aquilinae     |
|  |               |

|  | Accipitrinae |
|  |              |
|  | Buteoninae   |
|  |              |

|  | Gypinae     |
|  |             |
|  | Circaetinae |
|  |             |

|  | Lophospizinae |
|  |               |
|  | Harpiinae     |
|  |               |
|  | Aquilinae     |
|  |               |

|  | Accipitrinae |
|  |              |
|  | Buteoninae   |
|  |              |

|  | Lophospizinae |
|  |               |
|  | Harpiinae     |
|  |               |
|  | Aquilinae     |
|  |               |

|  | Accipitrinae |
|  |              |
|  | Buteoninae   |
|  |              |

|  | Gypaetinae |
|  |            |
|  | Perninae   |
|  |            |

|  | Gypinae     |
|  |             |
|  | Circaetinae |
|  |             |

|  | Lophospizinae |
|  |               |
|  | Harpiinae     |
|  |               |
|  | Aquilinae     |
|  |               |

|  | Accipitrinae |
|  |              |
|  | Buteoninae   |
|  |              |

|  | Lophospizinae |
|  |               |
|  | Harpiinae     |
|  |               |
|  | Aquilinae     |
|  |               |

|  | Accipitrinae |
|  |              |
|  | Buteoninae   |
|  |              |

|  | Gypinae     |
|  |             |
|  | Circaetinae |
|  |             |

|  | Lophospizinae |
|  |               |
|  | Harpiinae     |
|  |               |
|  | Aquilinae     |
|  |               |

|  | Accipitrinae |
|  |              |
|  | Buteoninae   |
|  |              |

|  | Lophospizinae |
|  |               |
|  | Harpiinae     |
|  |               |
|  | Aquilinae     |
|  |               |

|  | Accipitrinae |
|  |              |
|  | Buteoninae   |
|  |              |

|  | Gypaetinae |
|  |            |
|  | Perninae   |
|  |            |

|  | Gypinae     |
|  |             |
|  | Circaetinae |
|  |             |

|  | Lophospizinae |
|  |               |
|  | Harpiinae     |
|  |               |
|  | Aquilinae     |
|  |               |

|  | Accipitrinae |
|  |              |
|  | Buteoninae   |
|  |              |

|  | Lophospizinae |
|  |               |
|  | Harpiinae     |
|  |               |
|  | Aquilinae     |
|  |               |

|  | Accipitrinae |
|  |              |
|  | Buteoninae   |
|  |              |

|  | Gypinae     |
|  |             |
|  | Circaetinae |
|  |             |

|  | Lophospizinae |
|  |               |
|  | Harpiinae     |
|  |               |
|  | Aquilinae     |
|  |               |

|  | Accipitrinae |
|  |              |
|  | Buteoninae   |
|  |              |

|  | Lophospizinae |
|  |               |
|  | Harpiinae     |
|  |               |
|  | Aquilinae     |
|  |               |

|  | Accipitrinae |
|  |              |
|  | Buteoninae   |
|  |              |

|  | Gypaetinae |
|  |            |
|  | Perninae   |
|  |            |

|  | Gypinae     |
|  |             |
|  | Circaetinae |
|  |             |

|  | Lophospizinae |
|  |               |
|  | Harpiinae     |
|  |               |
|  | Aquilinae     |
|  |               |

|  | Accipitrinae |
|  |              |
|  | Buteoninae   |
|  |              |

|  | Lophospizinae |
|  |               |
|  | Harpiinae     |
|  |               |
|  | Aquilinae     |
|  |               |

|  | Accipitrinae |
|  |              |
|  | Buteoninae   |
|  |              |

|  | Gypinae     |
|  |             |
|  | Circaetinae |
|  |             |

|  | Lophospizinae |
|  |               |
|  | Harpiinae     |
|  |               |
|  | Aquilinae     |
|  |               |

|  | Accipitrinae |
|  |              |
|  | Buteoninae   |
|  |              |

|  | Lophospizinae |
|  |               |
|  | Harpiinae     |
|  |               |
|  | Aquilinae     |
|  |               |

|  | Accipitrinae |
|  |              |
|  | Buteoninae   |
|  |              |